# Chiesa dei Santi Quirico e Giulitta (Cavaria)
L'attuale chiesa dei santi Quirico e Giulitta a Cavaria è stata edificata a partire dal 16 agosto 1813 nelle vicinanze della precedente chiesa parrocchiale, già cappella dell'omonimo monastero benedettino soppresso sotto san Carlo Borromeo.
A pianta centrale è lo spazio dell'assemblea è coperto da una volta a padiglione mentre l'abside è pronunciata e voltata a botte sopra l'altare e a spicchi sopra il tabernacolo.
Le volte sono decorate con affreschi sui toni del grigio e dell'azzurro rappresentanti tralci di passiflora. Esistono due cappelle laterali una dedicata ai patroni e l'altra dedicata all'Addolorata.
Lo spazio interno è scandito da una serie di paraste decorate a marmorino rosso colore del martirio e sormontate da capitelli compositi con foglie d'acanto simbolo di vita eterna.
Pesantemente rimaneggiata nella seconda metà del secolo la chiesa ha subito un ingrandimento poco organico e l'abbattimento dell'altare neoclassico di cui è sopravvissuto il pregevole tabernacolo in marmi policromi e realizzato a Viggiù, Anche le balaustre settecentesche sono state disperse.
In occasione del giubileo del 2000 l'abside è stata arricchita con degli stalli in legno di noce intagliati dal sacerdote scultore padre Giovanni Cavagna.
L'organo è stato probabilmente fabbricato dalla bottega del Biroldi attivo nel varesotto e alto milanese tra la fine del XVIII secolo e gli inizi de XIX secolo, lo strumento è menzionato per la prima volta nel 1788 con il pagamento di un concerto a Francesco Bianchi organista attivo nella zona di Varese.
Da notare la forma particolare del campanile che si conclude con una guglia goticheggiante.